# 米德韋 (阿肯色州傑克遜縣)
米德韋（英語：Midway）是位於美國阿肯色州傑克遜縣的一個非建制地區。該地的面積和人口皆未知。

## 地理
米德韋的座標為35°33′36″N 91°03′08″W / 35.56000°N 91.05222°W，而該地的平均海拔高度為70米（即230英尺）。